# ドン・E・ファンルロイ
ドン・Ｅ・ファンルロイ（Don E. FauntLeRoy, 1953年5月5日 - ）はアメリカ合衆国・カリフォルニア州ロサンゼルス出身の撮影監督、映画監督である。
カメラマンであった祖父と父親に影響を受け、撮影に関心を持つ。1972年から補助カメラマンとしてキャリアを積み重ね、サム・ペキンパーやビリー・ワイルダーなど多くの著名な監督や技師の下で技術を学んだ。スティーヴン・セガール主演の『沈黙の脱獄』以降、近年は自ら監督も務めることが多い。

## フィルモグラフィ

### 撮影
- まんちい MUNCHIE (1992)
- ナイト・トラップ／戦慄の銃弾 NIGHT TRAP MARDI GRAS FOR THE DEVIL (1993)
- バニシング・チェイス／激突！潜入捜査網25時 FELONY  (1995)
- 魔法の森のおしゃべりクマさん／スリー・ベアーズ＆リトル・レディ GOLDILOCKS AND THE THREE BEARS (1995)
- インモラル女医 BODY CHEMISTRY III: POINT OF SEDUCTION (1997)
- イン・マイ・ライフ（英語版） THE ONLY THRILL (1997)
- マラブンタ MARABUNTA LEGION OF FIRE: KILLER ANTS! (1998)
- キングス・ウォリアー THE KING'S GUARD (2000)
- ジーパーズ・クリーパーズ JEEPERS CREEPERS (2001)
- ブラック・オーシャン FROGMEN OPERATION STORMBRINGER (2001)
- ワンダフル・ドッグ　ともだちはレトリバー THE RETRIEVERS (2002)
- ヒューマン・キャッチャー JEEPERS CREEPERS 2 (2003)
- ヘルター・スケルター2004 HELTER SKELTER (2004)
- イントゥ・ザ・サン INTO THE SUN (2005)
- クリーパーズ・キラーズ 悪魔のまなざし ROSEWOOD LANE (2011)　製作も兼任

### 監督作品
- 僕らの幸せ計画進行中 YOUNG HEARTS UNLIMITED (1998)
- 沈黙の脱獄 TODAY YOU DIE (2005)　撮影も兼任
- 沈黙の傭兵 MERCENARY FOR JUSTICE MERCENARY (2006)　撮影も兼任
- SPEED MAN LIGHTSPEED (2006)　撮影も兼任
- 沈黙の報復 RENEGADE JUSTICE URBAN JUSTICE (2007)　撮影も兼任
- アナコンダ3 ANACONDA 3 (2008)　撮影も兼任
- アナコンダ4 ANACONDA 4: TRAIL OF BLOOD (2009)　撮影も兼任